# Monte Canto
Il monte Canto è un monte isolato, sito in Lombardia, in provincia di Bergamo. È un monte orfano, in quanto staccato dalla catena delle Prealpi bergamasche, dalla quale è separato dalla valle San Martino di cui fanno parte Pontida e Cisano. È il primo rilievo montuoso che si incontra risalendo dalla pianura Padana, la sponda orientale del fiume Adda.

## Caratteristiche
Il monte Canto è composto prevalentemente da arenarie e da conglomerato. È ricoperto in gran parte da boschi e castagneti, specie sul versante settentrionale, mentre su quello meridionale vi sono coltivi e alcuni vigneti. Il monte Canto appartiene amministrativamente ai seguenti comuni: (da sud e in senso antiorario) Carvico, Sotto il Monte Giovanni XXIII, Mapello, Ambivere, Pontida, Cisano Bergamasco, Villa d'Adda.
La cima del Monte Canto raggiunge la quota di 710 m s.l.m. ed è il punto più elevato dell'intero sistema, contraddistinto da una piccola croce lignea e una targhetta di segnalazione; poche centinaia di metri più a Ovest sorge la vetta chiamata "Il Crocione", seconda vetta per altezza della catena che raggiunge quota 698 m s.l.m., contraddistinta da una grande croce in ferro. Appena sotto la cima del Monte Canto, a est, a 644 m s.l.m., vi è un antico villaggio, chiamato Canto, quasi completamente abbandonato e raggiungibile, da Pontida, con una strada sterrata privata.
Il monte Canto è la meta ideale per passeggiate ed escursioni anche in bicicletta, con numerosi itinerari segnati, che partono da ognuno dei centri abitati che lo circondano. Dal monte Canto nascono alcuni torrenti appartenenti al bacino del Brembo: i principali sono il Grandone ed il Buliga, che si staccano entrambi dal versante meridionale.

## Galleria d'immagini

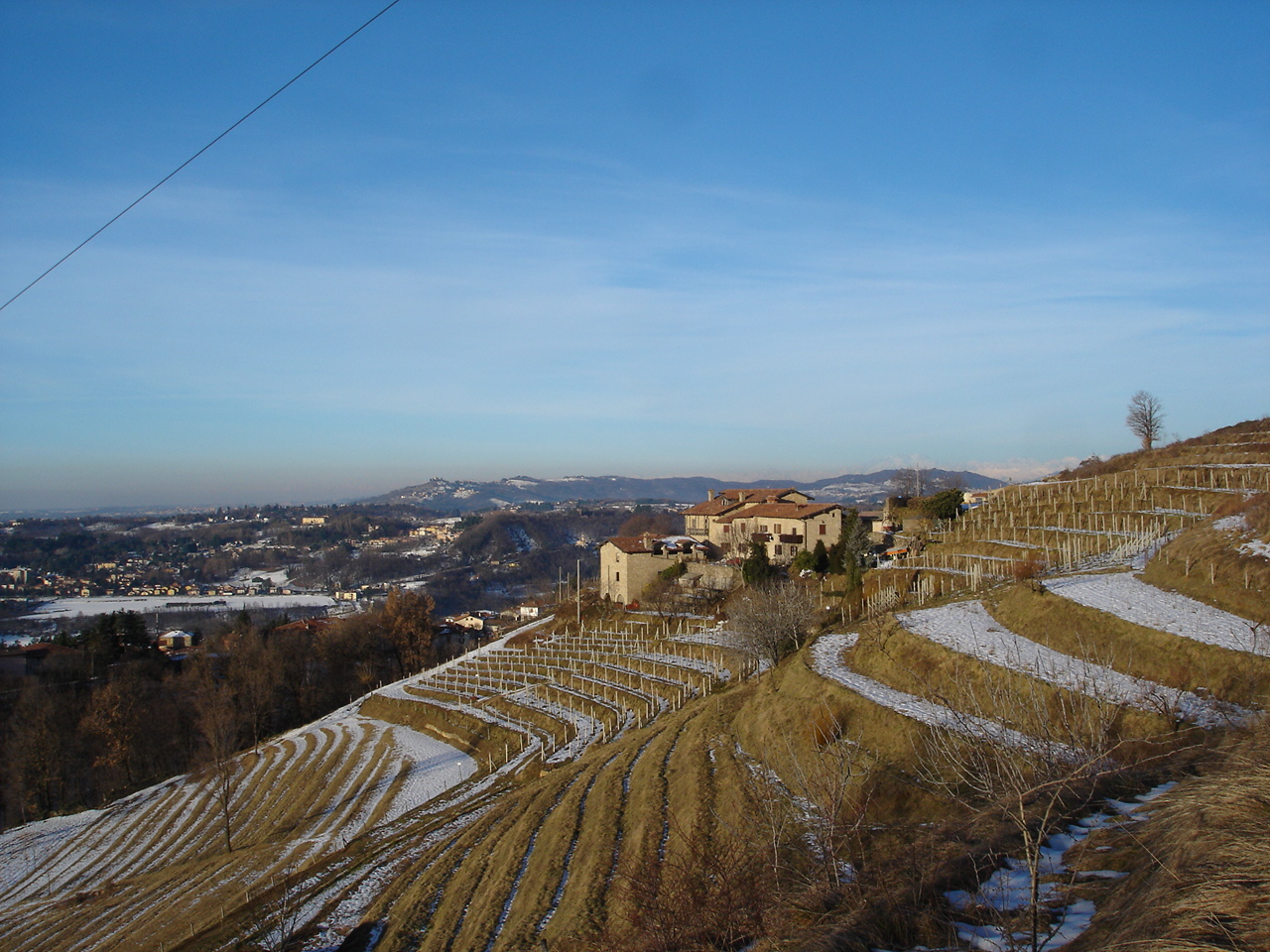
Località Rigurida sul versante sud del monte Canto in comune di Villa d'Adda